# Renault DeZir

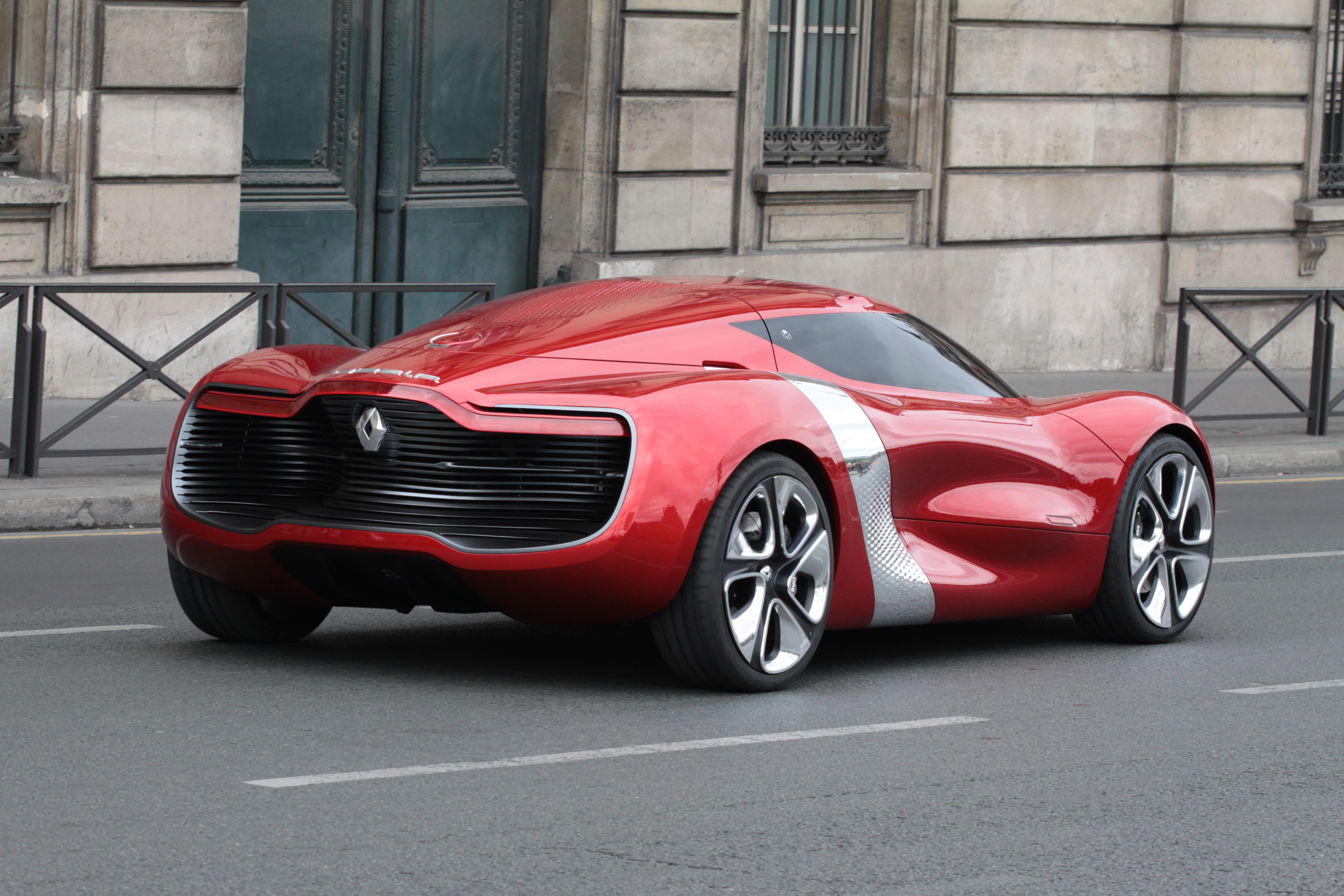
Heckansicht

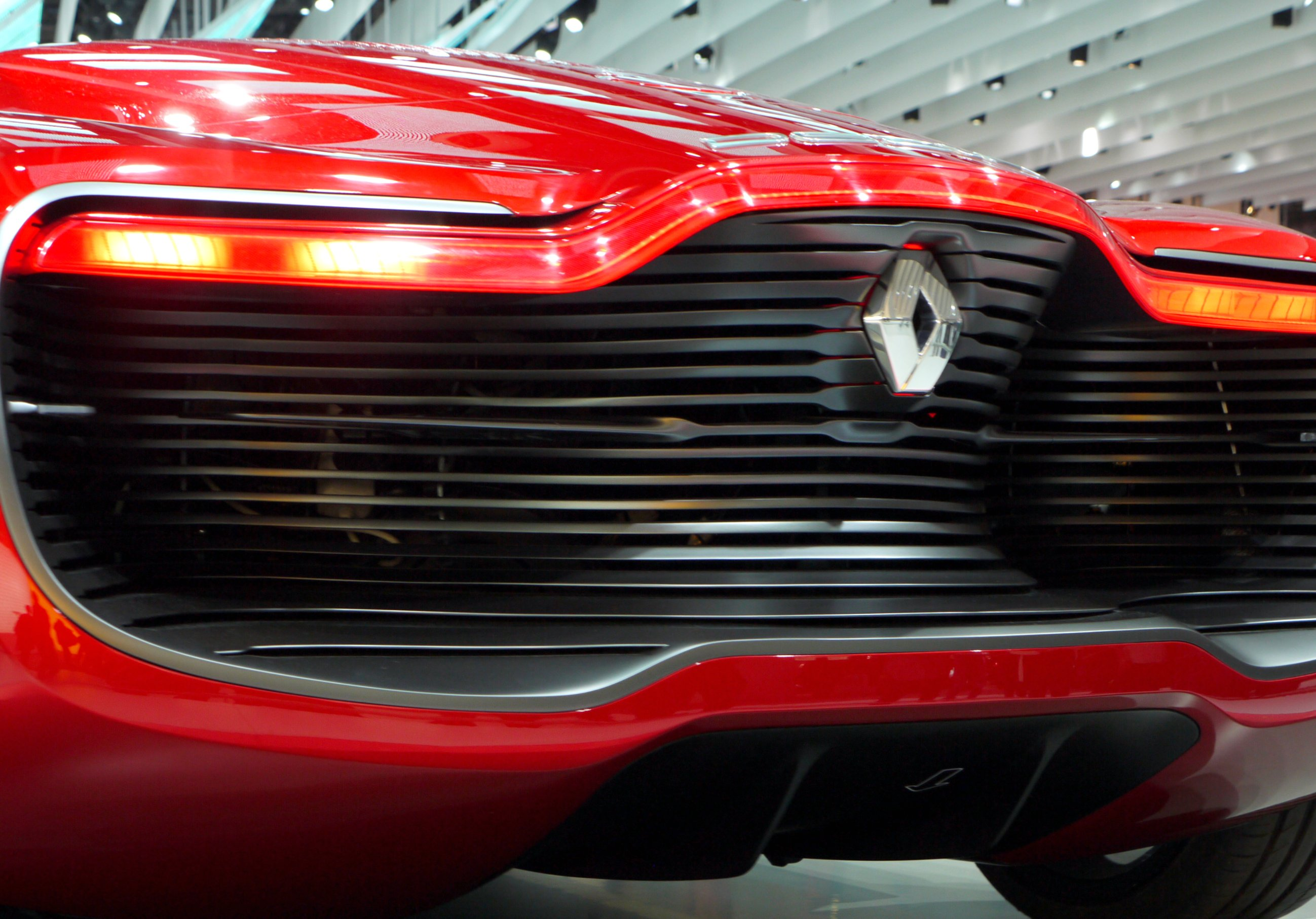
Leuchtenband, Detail

Der Renault DeZir (vom französischen Désir; deutsch: Begierde, Wunsch) ist eine Design-Studie des französischen Fahrzeugherstellers Renault, die auf dem Pariser Autosalon im Jahr 2010 vorgestellt wurde. Sie trägt den Projektcode Z24.
Mit diesem Wagen wollte der neue Chefdesigner von Renault, Laurens van den Acker, „sein grundlegendes Statement für die künftige Designlinie bei Renault-Design vorgeben“. Das gleiche Team, das den DeZir entwickelt hatte, schuf den neu  konzipierten Kleinwagen Renault Clio IV.

## Design
Die Sportwagenstudie basiert auf der Plattform des Renault Mégane Trophy, hat aber einen Rohrrahmen und eine Karosserie aus aramidfaserverstärktem Kunststoff. Ihr Luftwiderstandsbeiwert (cw) beträgt 0,25.
Zugang zum Fahrzeuginneren bietet eine Scherentür links und eine auch nach oben öffnende, aber hinten angeschlagene Tür rechts.

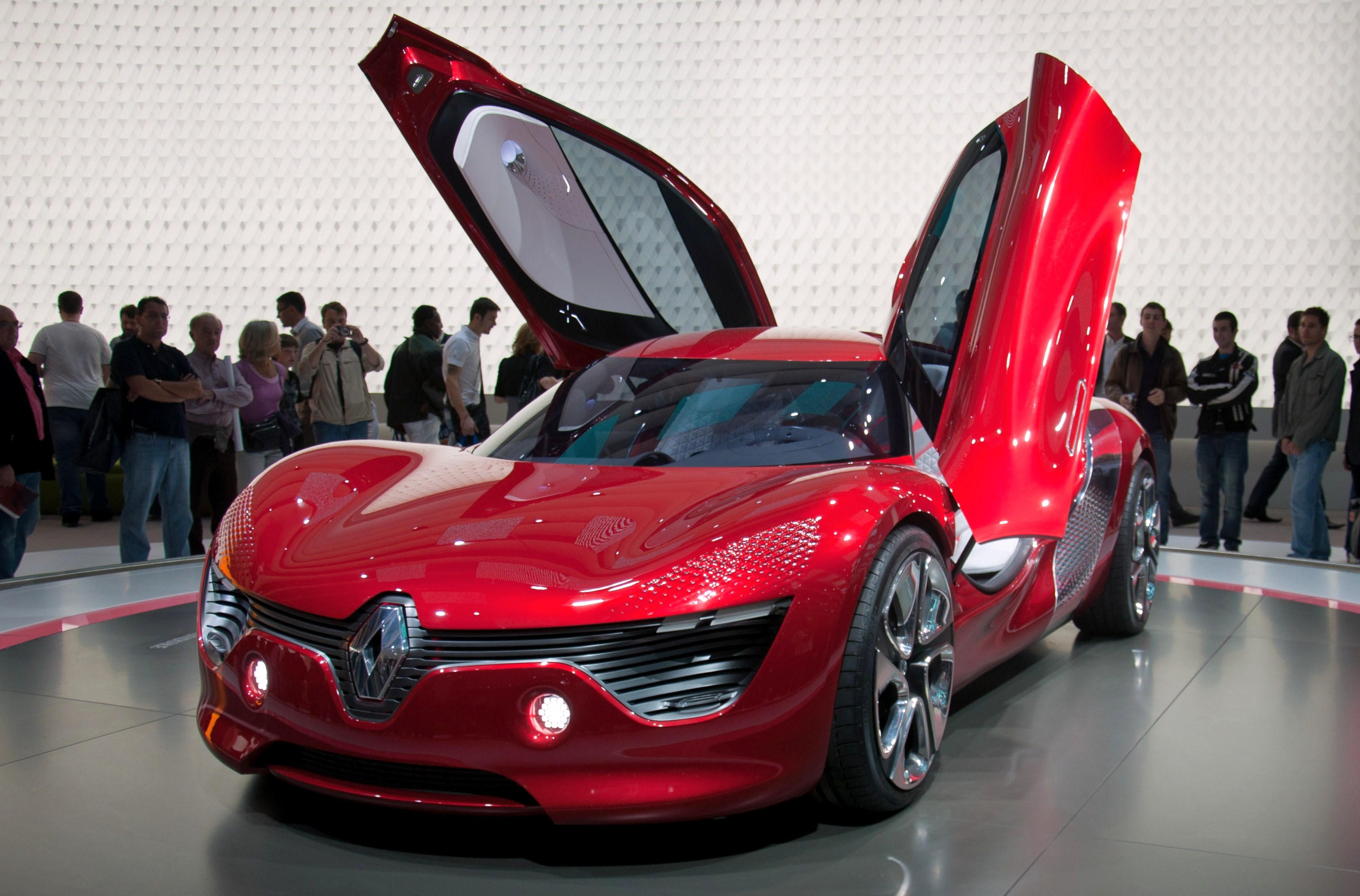
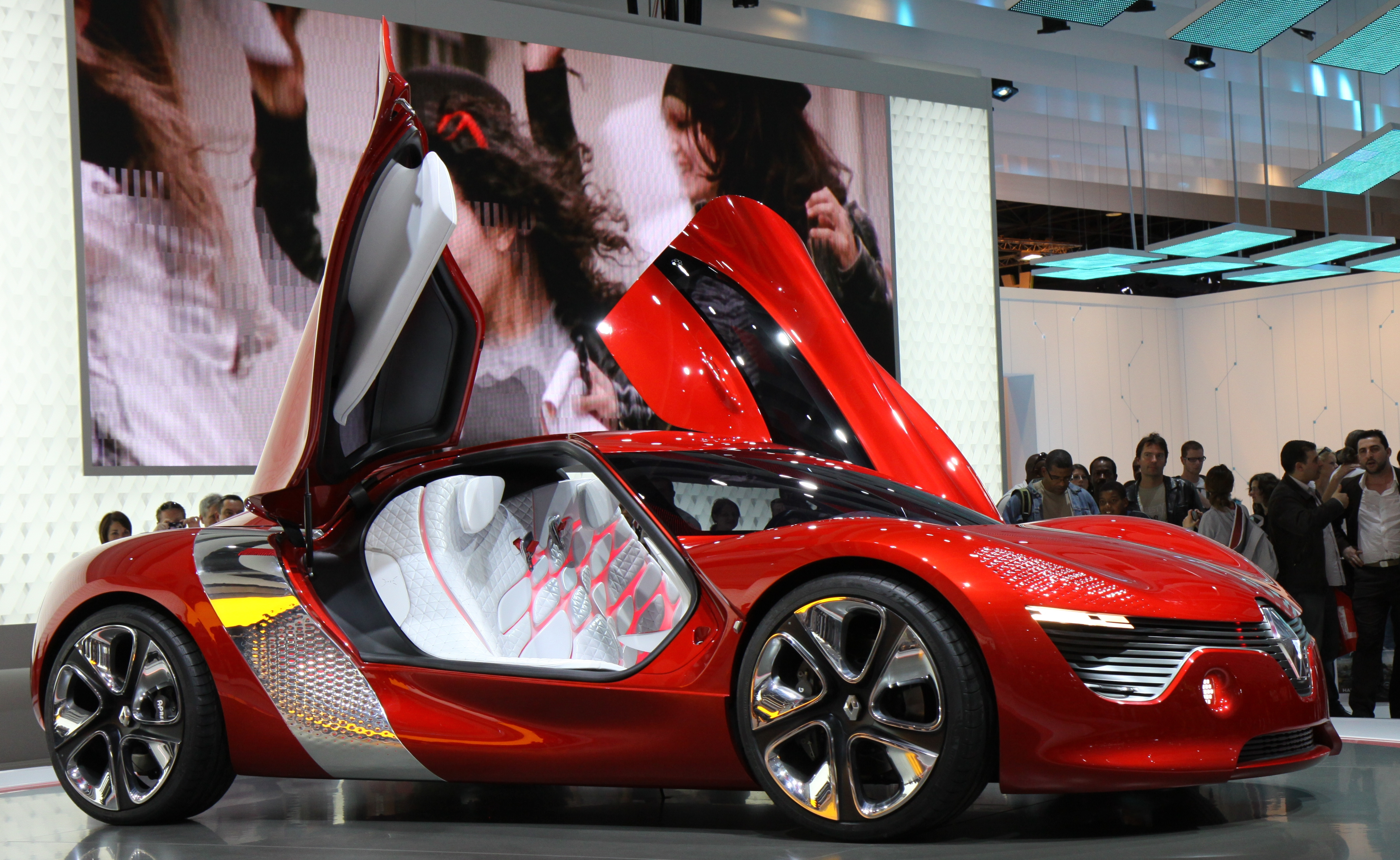
Seitenansicht mit Blick auf Innenraum
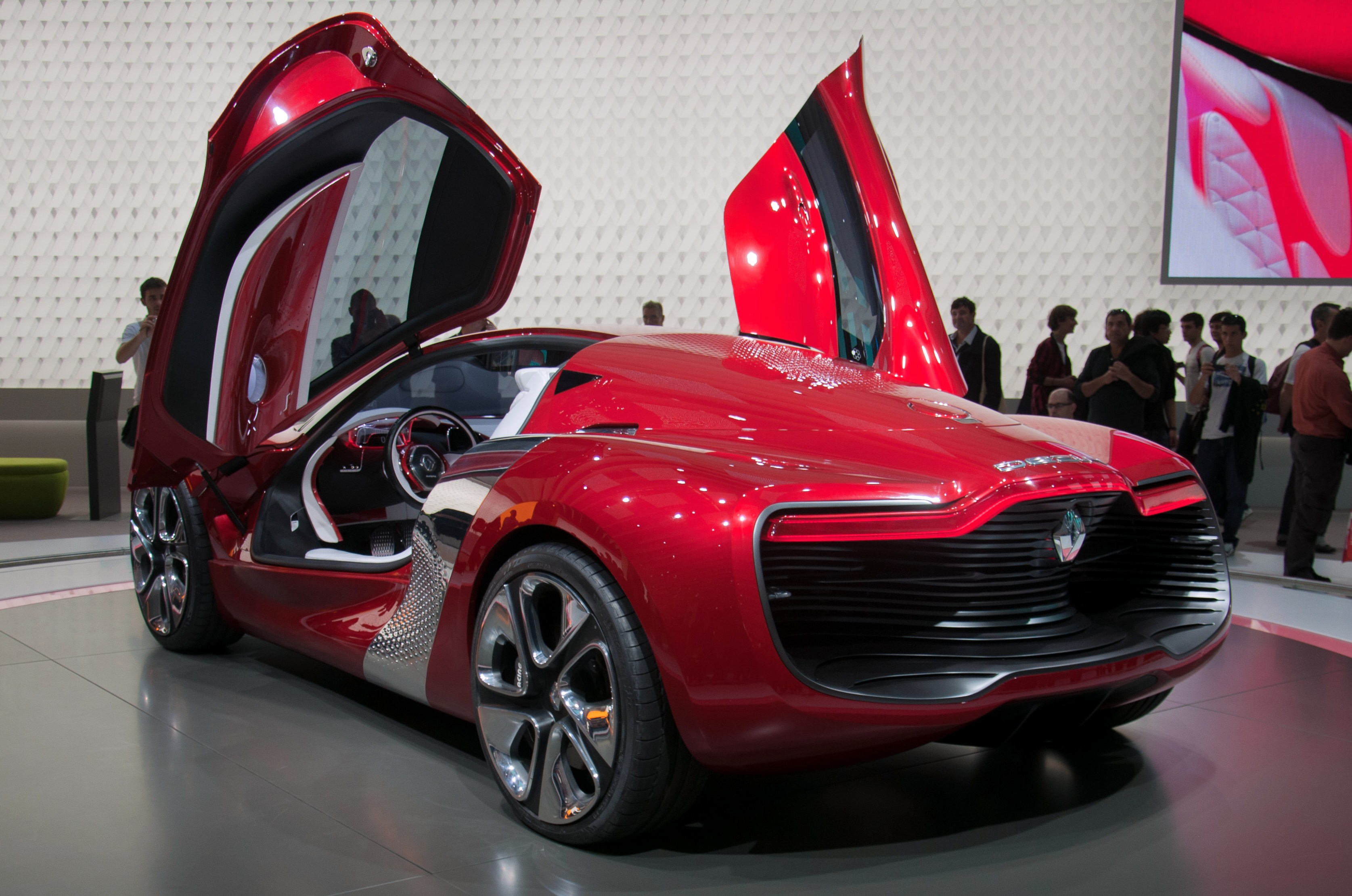
Heckansicht

## Motor
Das Fahrzeug erhielt einen im Heck montierten Elektromotor mit 110 kW und einem maximalen Drehmoment von 226 Nm. Dieser soll einen Sprint von 0 auf 100 km/h in fünf Sekunden ermöglichen. Abgeregelt wird er bei 180 km/h. Die Batterie speichert 24 kWh, die Reichweite wird mit 160 km angegeben.
Die Aufladung der Batterien dauert an einer konventionellen Haussteckdose acht Stunden und an einer 400-Volt-Drei-Phasen-Kraftstromsteckdose 20 Minuten. Der Wechsel der Batterie per Quickdrop-System nimmt drei Minuten in Anspruch.

## Besonderheit
Renault hat zusammen mit einem Forschungsinstitut wegen  des leisen Motorgeräusches eine akustische Signatur entwickelt, um andere Verkehrsteilnehmer zu warnen; dem Fahrer wird eine selbst programmierbare Klangwelt geboten.